# Teleférico das Achadas da Cruz

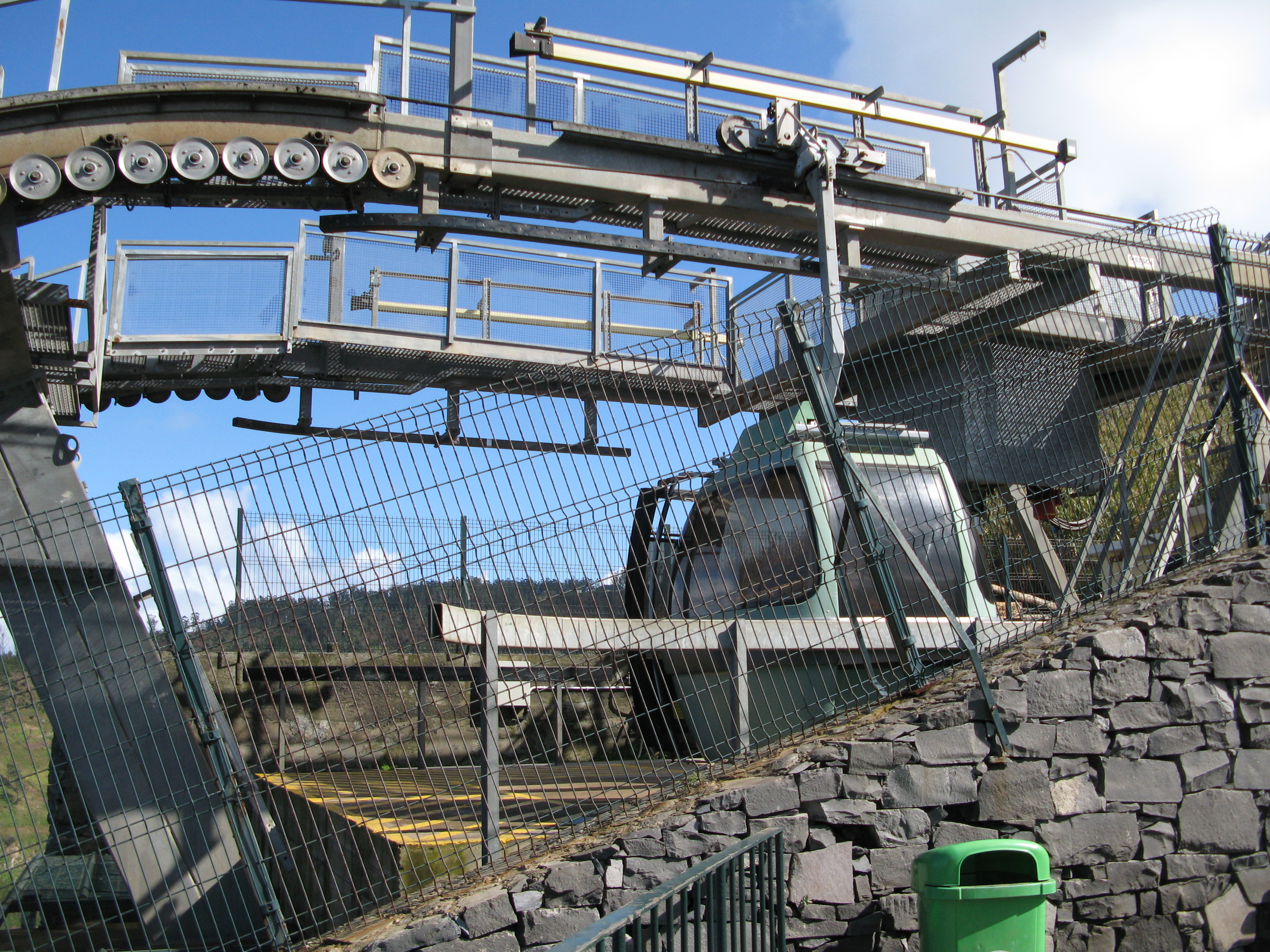
Terminal superior.

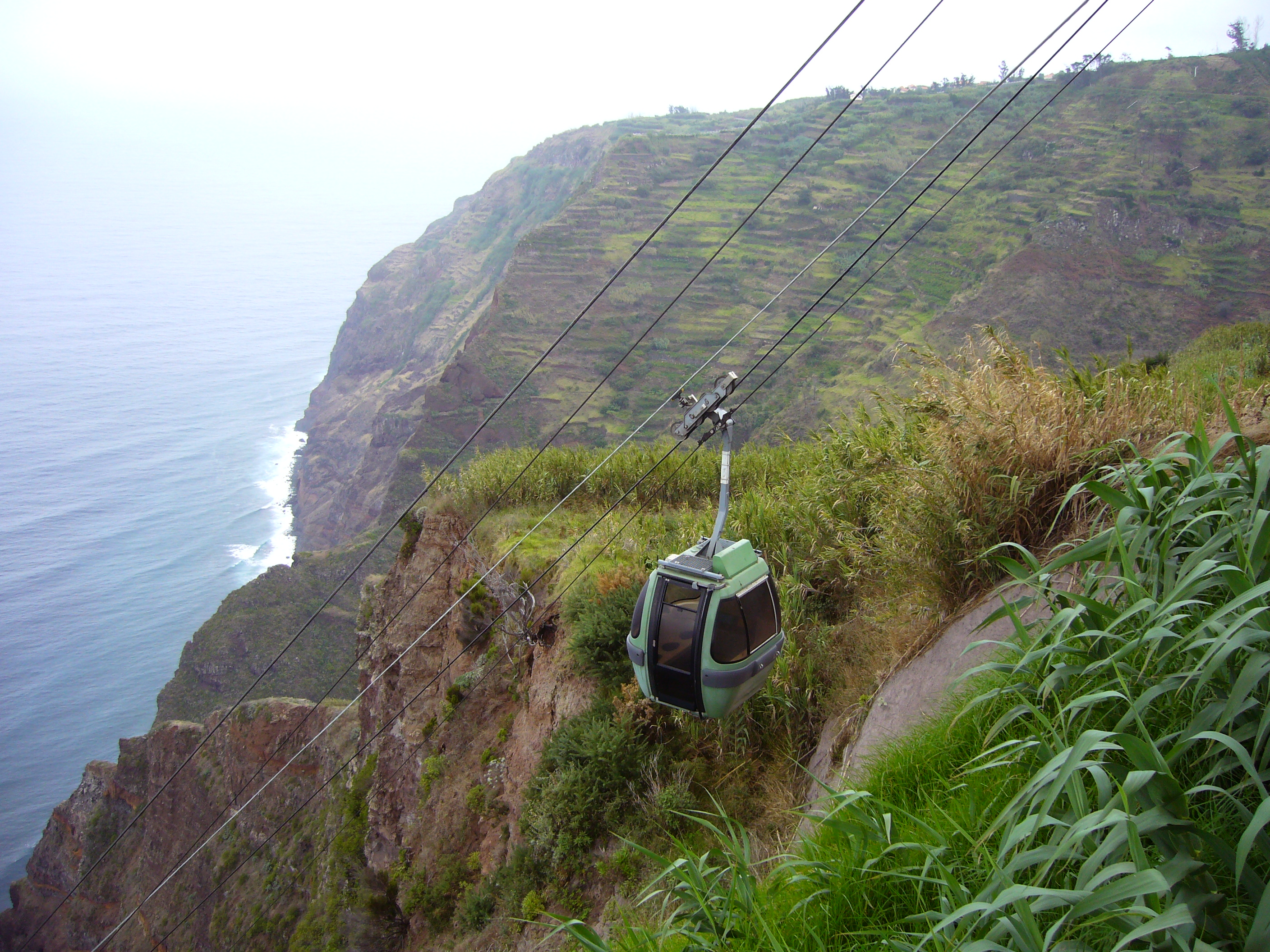
Cabina e vista da falésia.

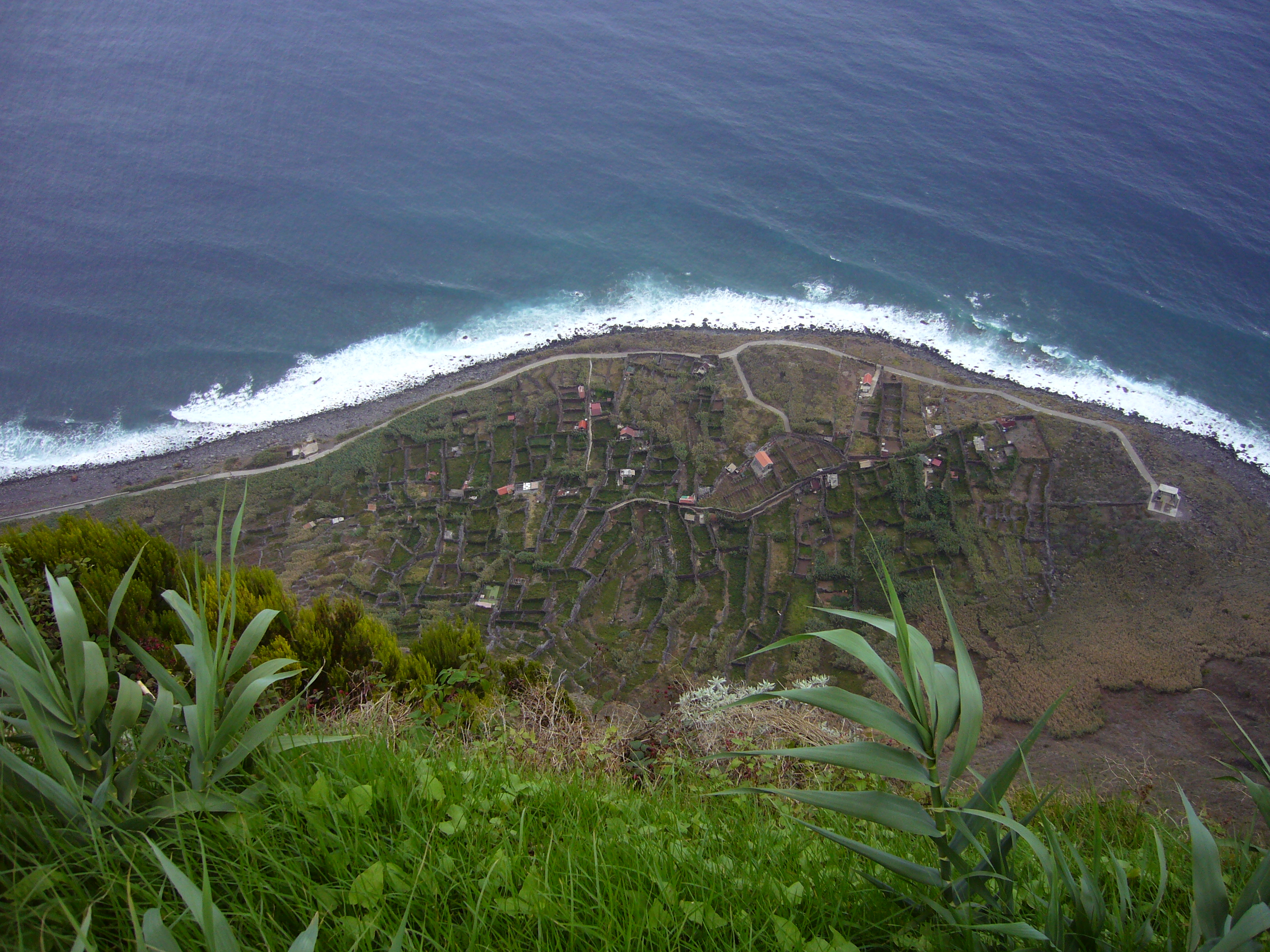
A Fajã da Quebrada Nova vista de cima.

O teleférico das Achadas da Cruz funciona num sistema vai-vem e faz a ligação entre as Achadas da Cruz e a Fajã da Quebrada Nova, localizado no Porto Moniz, Ilha da Madeira, em Portugal. Além da função turística e balnear serve, ainda, para facilitar aos agricultores o transporte de colheitas e o acesso às propriedades agrícolas aí existentes. 